# Anthurium grex-avium
Anthurium grex-avium är en kallaväxtart som beskrevs av Michael T. Madison. Anthurium grex-avium ingår i släktet Anthurium och familjen kallaväxter. Inga underarter finns listade.